# Hustlers (film)
|  | For filmen "The Hustler" fra 1961, se Hajen |
Hustlers er en amerikansk film fra 2019 og den blev instrueret af Lorene Scafaria.

## Medvirkende
- Constance Wu som Destiny
- Jennifer Lopez som Ramona
- Julia Stiles som Elizabeth
- Mette Towley som Justice
- Wai Ching Ho som Destinys bedstemor
- Vanessa Aspillaga som Manuela